# Euceros sensibus
Euceros sensibus là một loài tò vò trong họ Ichneumonidae.